# Notoscopelus elongatus
Notoscopelus elongatus is een  straalvinnige vissensoort uit de familie van de lantaarnvissen (Myctophidae). De wetenschappelijke naam van de soort werd in 1844 gepubliceerd door Costa.
De soort staat op de Rode Lijst van de IUCN als niet bedreigd, beoordelingsjaar 2007.